# Natalia Ramírez Huerto
Natalia Ramírez Huerto (Pamplona, 1978) es una bióloga, bioquímica e investigadora española. Trabaja en Navarrabiomed, en inmunoterapia adoptiva, recogiendo células del sistema inmunológico que se ponen en el paciente con el fin de capacitarle para que pueda hacer frente a cualquier infección viral que pueda sufrir.

## Biografía

### Formación y trayectoria profesional
Tras realizar las licenciaturas en Biología y Bioquímica en la Universidad de Navarra, trabajó en la Clínica Universidad de Navarra. Allí realizó su tesis doctoral mientras trabajaba en el servicio de Inmunología, dirigido por Alfonso Sánchez Ibarrola. Continuó su formación en la Universidad de Granada, a través de un máster en terapias avanzadas de salud.La Asociación Española Contra el Cáncer adjudica diez ayudas-contrato para investigadores en oncología 
Tiempo después trabajó en el laboratorio de farmacogenónica del área de Oncología del Centro de Investigación Médica Aplicada (CIMA), bajo la dirección de Jesús García Foncillas. En 2009, Encarnación Pérez Equiza, directora por aquel entonces de Navarrabiomed la fichó para trabajar allí.

### Inmunoterapia adoptiva
En mayo de 2020 recibió una subvención del Gobierno de Navarra para aplicar un proyecto sobre inmunoterapia adoptiva. Ante una infección viral, el sistema inmunológico responde de dos maneras: 1. Respuesta humoral, a través de la creación de anticuerpos, capaces de combatir el virus, eliminándolo del organismo; 2.  Respuesta celular, a través de la creación de linfocitos T o células NK, capaces de combatir a los virus. Entre las poblaciones de células presentes en la sangre se encuentran estas del sistema inmunológico y que constituyen una parte importante de las defensas. Esta respuesta celular es más difícil de detectar, y en su caso, de analizar, ya que necesita un equipamiento mayor, de alta gama, más inversión y personal más especializado. Con todo, desde un punto de vista terapéutico es muy interesante.

### Vida personal
Casada con José Manuel Vilariño Horna. Tienen tres hijos: Aitana, Hugo y Luka.

## Premios
- Premio SciencEkaitza (2019), por su proyecto 3D3B, en el que diseñó una estructura semejante al cerebro, para el estudio de enfermedades degenerativas.[3]